# Culver PQ-14 Cadet
Pour les articles homonymes, voir PQ et Cadet.
Le Culver PQ-14 Cadet était une version modifiée de l'avion léger américain Culver Cadet LFA, utilisée comme drone-cible par l'armée américaine pendant les années 1940.

## Conception et développement
En 1940, le United States Army Air Corps (USAAC) publia une requête pour un drone radiocommandé permettant d'entraîner les artilleurs antiaériens au tir. Le premier modèle d'une longue série de drones-cibles (en anglais : « target-drones ») fut une modification du Cadet LFA, de la Culver Aircraft Company (en), qui mena à la conception de la série PQ-14, utilisée tout au long de la Seconde Guerre mondiale et ultérieurement.
Le constructeur Culver proposa une version modifiée de son avion civil Cadet LFA, que l'US Army acheta sous la désignation de PQ-8,. La réussite de ce concept mena au développement du NR-D. Un exemplaire du PQ-8 fut converti à la nouvelle configuration et testé par la United States Army Air Force (USAAF), sous la désignation de XPQ-14. Plus gros et plus rapide que le PQ-8, le XPQ-14 disposait également d'un train d'atterrissage rétractable, tandis que son fuselage, ses ailes et son empennage étaient faits de bois recouvert de contreplaqué contraint.
Ce prototype fut suivi par l'avion de tests de préproduction YPQ-14A, puis par plus de 1 400 exemplaires du modèle de production PQ-14A. De ces exemplaires, 1 198 furent transférés à la United States Navy, qui les re-désigna TD2C-1 et leur attribua le surnom peu flatteur de « Turquey » (en français : « Dinde »).
L'YPQ-14B était une version légèrement plus lourde. 25 exemplaires en furent produits, avant que la production passe au PQ-14B, produit à plus de 1 100 exemplaires. Un total de 594 PQ-14B furent utilisés comme cibles volantes par l'USAAF. Un exemplaire fut convertir pour utiliser un moteur Franklin O-300-9 (en) et re-désigné XPQ-14C. Après la Seconde Guerre mondiale, la compagnie Culver développa le XPQ-15, à partir de son avion léger Model V. La compagnie fit faillite en 1946, et seuls quatre exemplaires de cette dernière version furent produits et livrés aux forces américaines.
Comme le PQ-8, le PQ-14 disposait d'un cockpit classique pouvant accueillir un pilote pour les vols de convoyage entre deux bases.

## Carrière opérationnelle

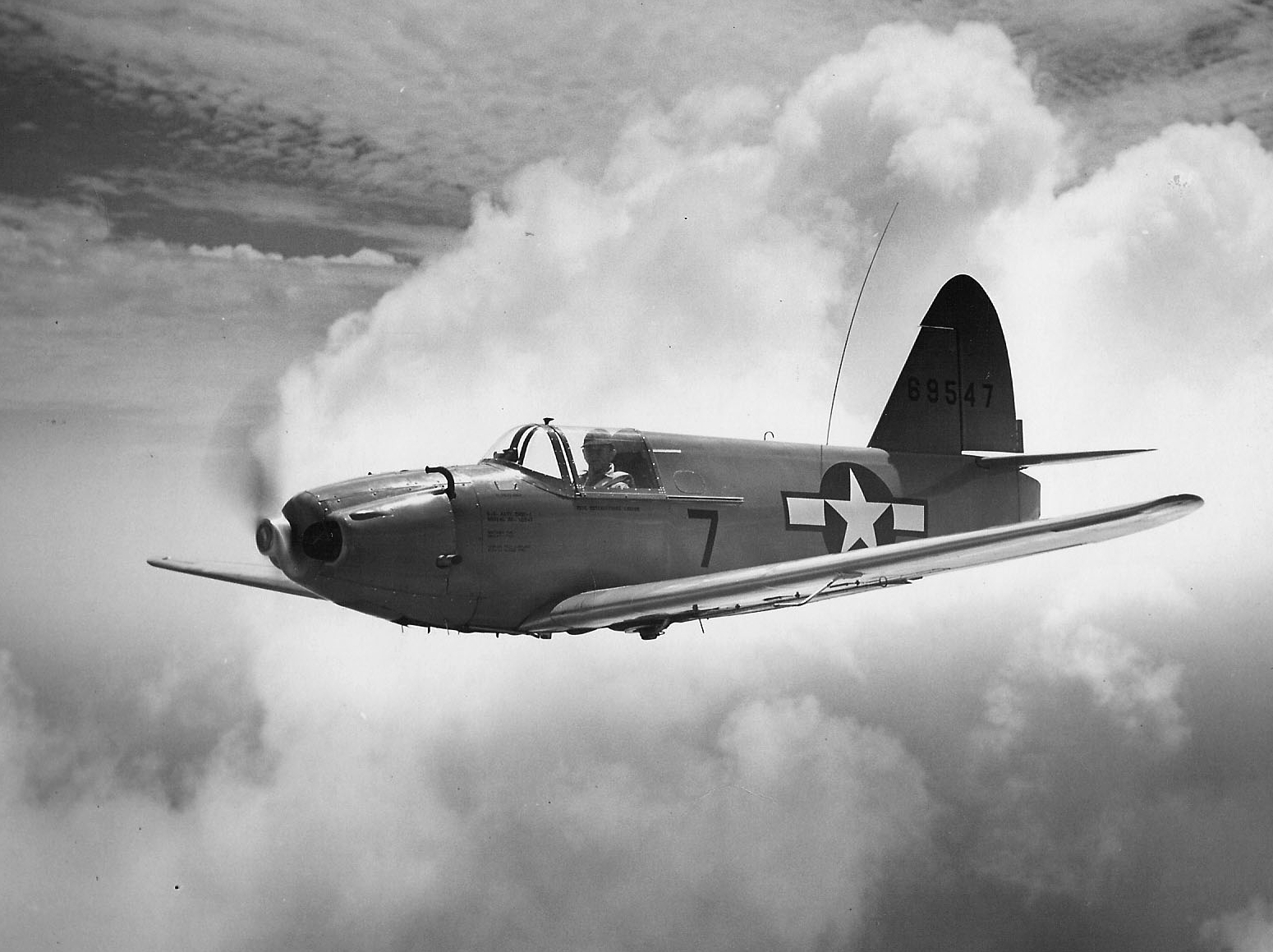
Un TD2C-1 de l'US Navy en vol, vers 1945.

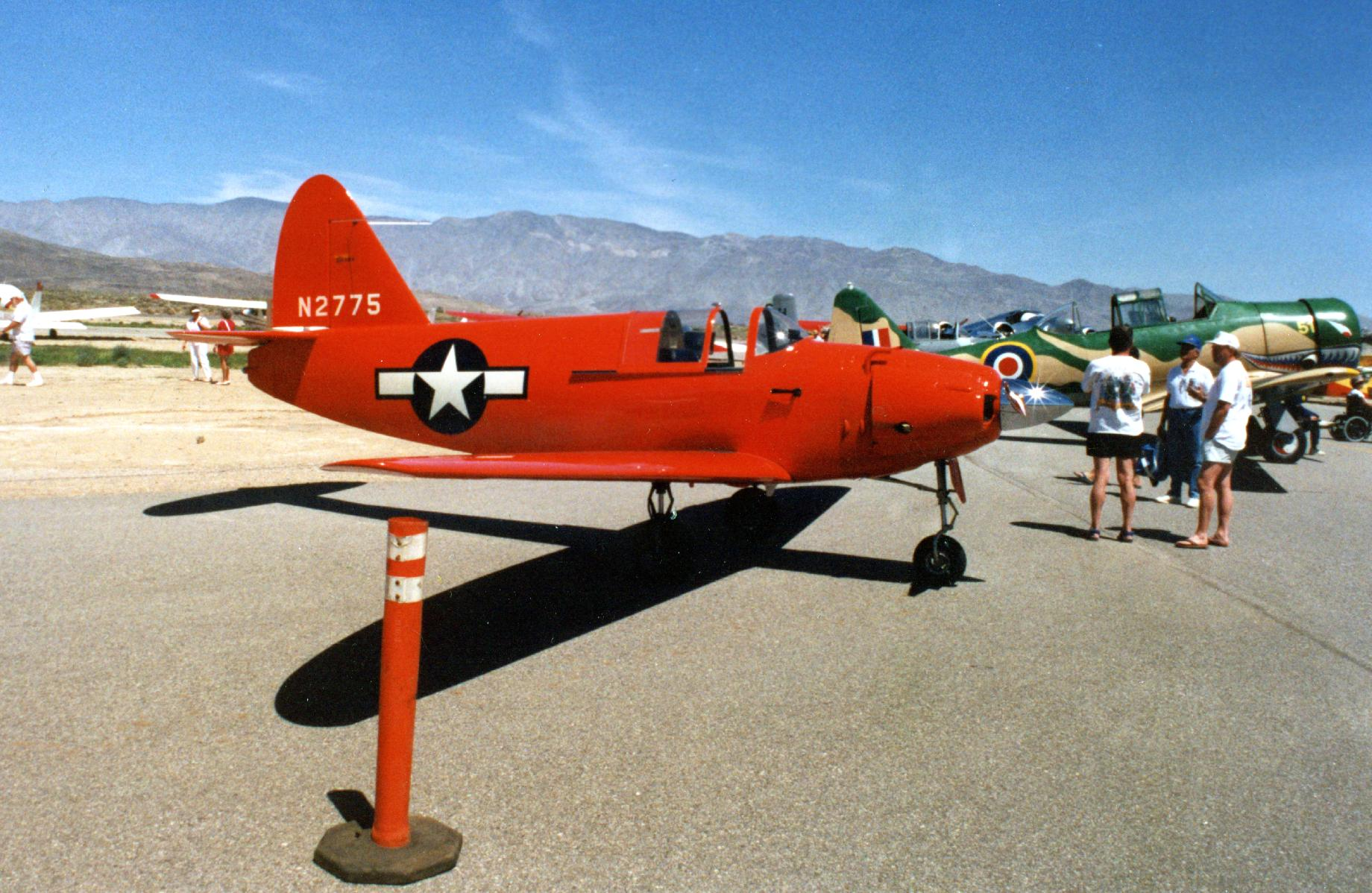
Un PQ-14 préservé à Borrego Valley Airport, en 1991.

Le XPQ-14 effectua son premier vol en 1942 et commença à être réceptionné par les unités d'entraînement peu de temps après. L'avion était contrôlé sans pilote, via une radiocommande, mais un pilote s'asseyait à ses commandes pour les vols de convoyage, utilisant alors une planche de bord rudimentaire installée à cet effet et se servant de son parachute comme siège. Docile et facile à piloter, l'avion recevait à l'usine une finition de couleur « rouge cible » bien voyante, bien qu'opérationnellement, une couleur argentée ou rouge plus classique était généralement appliquée. Lorsqu'ils volaient sans pilote, ces avions étaient contrôlés à distance depuis un « avion-mère », typiquement un Beechcraft C-45. Malgré leur durée de vie évidemment assez courte, les avions se comportaient bien et leur moteur Franklin fut considéré comme « sans souci ».
La plupart de ces avions-cibles furent « désintégrés en vol » par les artilleurs antiaériens de l'US Army lors des entraînements, mais environ une douzaine survécurent à leur mission et furent déclarés comme surplus militaire après 1950. Utilisés comme avions de loisir, leurs nouveaux propriétaires trouvèrent qu'ils avaient des performances assez énergiques.

## Exemplaires préservés
Quelques exemplaires du PQ-14 existent encore de nos jours (2025) :
- Un PQ-14B est préservé en état de vol et exposé au Planes of Fame Museum à Chino, en Californie[3],[4] ;
- Un autre exemplaire (s/n 44-68462) fait partie de la collection du National Museum of the United States Air Force à Dayton, dans l'Ohio[5] ;
- Un troisième exemplaire (immatriculé N5526A) effectua des vols de présentation au cours de nombreux meetings aériens pendant les années 1970, détenant alors le dernier certificat de type de cet appareil[6]. Il est désormais exposé à l'Airpower Museum à Blakesburg, dans l'Iowa[7].

## Utilisateurs
- États-Unis :
  - United States Army Air Forces ;
  - United States Navy.

## Spécifications techniques (PQ-14A)
Données de Andreas Parsch, sur « designation-systems.net », Defenceless Warrior: Culver's PQ-14 Drone
Caractéristiques générales
- Équipage : 1 pilote
- Longueur : 5,94 m
- Envergure : 9,14 m
- Hauteur : 2,55 m
- Masse typique : 830 kg
- Moteur : 1   Moteur à pistons 6 cylindres à plat refroidis par air Franklin 6ACT-298-35 (en) de 150 ch (97 kW)

 Performances 
- Vitesse maximale : 300 km/h
- Vitesse de croisière : 241 km/h
- Distance franchissable : 823 km
- Plafond : 5 184 m

### Magazines
: document utilisé comme source pour la rédaction de cet article.
- (en) Frank B. Mormillo, « Defenceless Warrior : Culver's PQ-14 Drone », Air Enthusiast, no 93,‎ mai–juin 2001.